# Mistrzostwa Azji w Chodzie Sportowym 2025
Mistrzostwa Azji w Chodzie Sportowym 2025 – zawody lekkoatletyczne, które odbyły się 16 marca w japońskim mieście Nomi. Zawody zaliczane były do cyklu World Athletics Race Walking Tour Bronze w sezonie 2025. Rozegrano chód na 20 kilometrów mężczyzn i kobiet.

## Rezultaty
| Konkurencja:           | Złoto       | Wynik   | Srebro          | Wynik   | Brąz                 | Wynik   |
| Chód na 20 km mężczyzn | Hu Xuanfei  | 1:21:12 | Gieorgij Szejko | 1:23:07 | Rasulbek Dilmurodov  | 1:23:17 |
| Chód na 20 km kobiet   | Ayane Yanai | 1:30:25 | Li Yanhong      | 1:30:30 | Jasmina Toksanbajewa | 1:33:11 |